# Walter Witzel

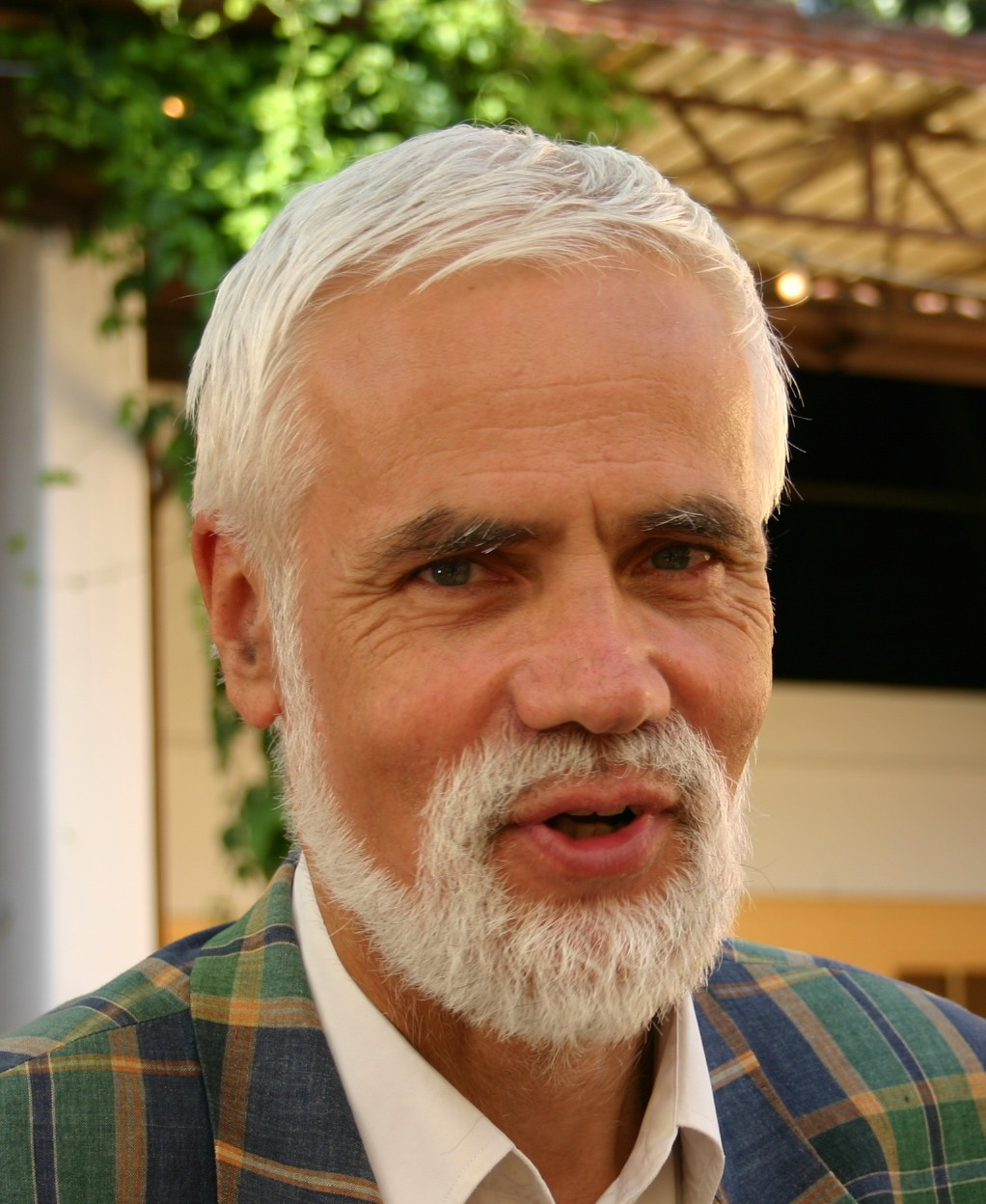
Walter Witzel

Walter Witzel (* 8. Januar 1949 in Bückeburg) ist ein baden-württembergischer Politiker (Bündnis 90/Die Grünen). 1992 bis 2006 vertrat er seine Partei im Landtag von Baden-Württemberg.

## Leben und Beruf
Witzel studierte Mathematik, Physik und Pädagogik in Göttingen, Stuttgart und Freiburg. 1976 begann er als Lehrer am Goethe-Gymnasium in Freiburg; diesen Beruf übte er (in geringem Umfang) auch neben seinem Abgeordnetenmandat aus. Nach Beendigung seiner Landtagstätigkeit arbeitete Witzel von 2006 bis 2011 wieder vorrangig in der Schule. Witzel wurde 1980 mit einer Arbeit zu Lehren des Beweisens im Mathematikunterricht promoviert.

## Politischer Werdegang
1982 wurde Witzel Mitglied der Grünen. Davor war er im Informationszentrum Dritte Welt und beim Öko-Institut aktiv. Von 1984 bis 2001 war er Gemeinderat in Merzhausen, von 1984 bis 1992 Kreisrat im Landkreis Breisgau-Hochschwarzwald. Im Jahr 2009 wurde er erneut in den Gemeinderat Merzhausen gewählt sowie 2014 und 2019 in diesem Mandat bestätigt. Von 2014 bis 2019 war er Fraktionsvorsitzender der Gemeinderatsfraktion von Bündnis 90/Die Grünen.
Bei der Landtagswahl in Baden-Württemberg 1992 gewann er das Zweitmandat des Wahlkreises Freiburg I, das er 1996 und 2001 verteidigen konnte. Themenschwerpunkte seiner Arbeit als Landtagsabgeordneter von 1996 bis 2006 waren die Energiepolitik sowie Fragen der Ökologie und des ökologischen Wirtschaftens. Witzel war energiepolitischer Sprecher seiner Fraktion. Ab 2001 gehörten zu seinen Arbeitsbereichen auch die Mittelstandspolitik, die Entwicklungszusammenarbeit und die Wohnungspolitik. Bei der Landtagswahl 2006 trat er nicht mehr an und schied damit aus dem Landtag aus.
Zusammen mit Dieter Seifried veröffentlichte er im Jahr 2000 Das Solarbuch. Fakten, Argumente, Strategien, das 2007 in der dritten, überarbeiteten und ergänzten Auflage erschien. Im Jahr 2010 erschien dieses Buch aktualisiert auch in englischer Sprache.
Von November 2006 bis 2016 war Walter Witzel baden-württembergischer Landesvorsitzender des Bundesverbandes Windenergie.

## Privates
Witzel ist evangelisch, verheiratet, hat zwei Kinder und drei Enkelkinder. Er wohnt in Merzhausen im Landkreis Breisgau-Hochschwarzwald.